# Liste d'entreprises du Saguenay-Lac-Saint-Jean
Voici une liste de personnes morales issues du Saguenay-Lac-Saint-Jean, région de la province de Québec au Canada. 

## Liste manuelle
- Gouttières Gaudreault - Installation et réparation de gouttières au Saguenay
- Gagnon-Frères - Magasins de meubles et électroménagers
- Super Frite - (Marc Tremblay) Restauration rapide
- Identification Sports - (Michel Boivin) - Sacs Lavoie
- Intercar - (Georges Gilbert) Compagnie de transport par autobus
- Transport Jules Savard (Jules Savard) Compagnie de transport par camion
- CGI - (Serge Godin)
- Téléglobe - (Charles Sirois)
- SNC-Lavalin - (Bernard Lamarre)
- Corneau-Cantin - Chaîne d'épiceries (Chicoutimi, Jonquière et Québec)
- Alimentation Couche-Tard - (Alain Bouchard)
- QMSO
- Æterna Zentaris - (Luc et Éric Dupont)
- Dépanneurs Sagamie - Dépanneurs
- Potvin & Bouchard - Centres de rénovation (Jonquière, Chicoutimi, La Baie, Alma)
- Pétrole RL - (Roger Larouche)
- Pétrole Belzile -
- Propane MM
- Mode Choc
- Techmat - Ingénierie des sols
- Destination Montréal -(Hélène Tremblay) management international
- rpatechnologie.com - (Martin Tremblay) Porcelaine sur métaux et Marquage laser
- PIGÉ! Publicité - (François Benoit) Image de marque, création graphique, Web www.pigepub.ca
- SPI Sécurité - (Paul-Émile Tremblay) Ventes d'équipements de Sécurité et Maintenance d'extincteurs
- Provigo - Supermarché
- Groupe Ceger
- Pièces d'autos Ste-Geneviève - (Martin Desgagné)   vente de pièces automobiles  https://www.piecesdautosstegenevieve.com/historique/
- Service Électronique Professionnel - Conception - Fabrication - Réparation de cartes électroniques
- Simu-K Simulation et Ingénierie - (Michaël Pagé)
- Elojia Micro-torréfaction - (Bianka Fortin)
- Studio 4Reality